# Karl Sverkersson
Karl Sverkersson, född 1130-talet, död 12 april 1167 på Visingsö, var en svensk kung. Han erkändes som kung i Östergötland senast 1158 och i hela Sverige från 1161. Han var son till Sverker den äldre och Ulvhild Håkansdotter (Thjottaätten) och gift 1163 med Kristina, dotter till den skånske stormannen Stig Hvitaled och Valdemar den stores syster Margareta.

## Biografi
Karl Sverkersson var son till kung Sverker den äldre som mördades 1155 eller 1156 varefter Karl troligen omedelbart utropade sig själv till kung. Efter att han i slaget vid Örebro 1161 hade besegrat och dödat sin konkurrent om tronen, den danske prinsen Magnus Henriksson, fick han makten över hela riket och kallade sig sedan för svearnas och götarnas konung. 
Under Karls regerande fick Sverige 1164 sin förste ärkebiskop, då Alvastramunken Stefan tillträdde ämbetet, enligt bevarade påvebrev. Detta var efter önskemål från kungen, Ulf jarl och de svenska biskoparna. Alvastra kloster hade grundats av kung Karls föräldrar men själv gynnade han också Vreta kloster och Nydala kloster med donationer.
Enligt ryska krönikor företog svenskarna ett misslyckat krigståg till Ryssland 1164. Det är möjligt att det utgick från Finland. På våren år 1167 överfölls och mördades Karl på Visingsö av Erik den heliges son Knut, som därefter övertog kungaämbetet. Karl begravdes i Alvastra kloster.
Karl Sverkerssons sigill (se bild) visar kungen sittande på sin tron och är det äldsta svenska kungasigill som finns bevarat. Under hans regeringstid utfärdades också den äldsta bevarade i Sverige skrivna urkunden, utfärdad av ovannämnde ärkebiskop Stefan.

## Namnet
Karl Sverkersson är den förste historiske svenske kungen med namnet Karl. Johannes Magnus kallar honom dock "Karl VII" i sin Historia de omnibus Gothorum Sveonomque regibus, eftersom det däri omnämns sex tidigare kungar med namnet Karl – samtliga fiktiva gestalter.

## Giftermål och barn
Karl gifte sig 1163 med Kristina Stigsdotter Hvide. I äktenskapet fick de barnen Sverker den yngre och Kristina, som blev nunna.

## Fiktivt porträtt
I filmen Arn – Tempelriddaren spelas Karl av den finlandssvenske skådespelaren Svante Martin.